# La Pouge
La Pouge – miejscowość i gmina we Francji, w regionie Nowa Akwitania, w departamencie Creuse.
Według danych na rok 1990 gminę zamieszkiwało 87 osób, a gęstość zaludnienia wynosiła 11 osób/km² (wśród 747 gmin Limousin La Pouge plasuje się na 517. miejscu pod względem liczby ludności, natomiast pod względem powierzchni na miejscu 598.).